# Yinni und Yan
Yinni und Yan ist eine Comicserie, die von 1975 bis 2000 im Comicmagazin Yps erschien. Zwischen 2013 und 2017 war sie auch im neuen Yps vertreten.
Gezeichnet wurden alle 1.235 Folgen von Heinz Körner aus Lichtenfels. Getextet wurden die Abenteuer größtenteils von Michael Forster aus Hannover.

## Inhalt
In Yinni und Yan geht es um die Abenteuer des Yps-Teams, bestehend aus Yinni, Yan, Yorick und Yack. Diese arbeiteten als Fernsehreporter für das Letzte Deutsche Fernsehen (LDF). In seinen Abenteuern reist das Yps-Team, oft getrieben von seinem unangenehmen Chef Herrn Knüllmüller, um die ganze Welt. Sympathieträger der Serie ist Yorick, der von sich in der dritten Person Singular spricht (z. B. „Yorick ist müde“ statt „Ich bin müde“). Yorick ist verfressen (in späteren Folgen auch beleibt) und tollpatschig; im Yps-TV-Team ist er zuständig für den Ton, wobei er des Öfteren Kabelsalat verursacht oder über denselben stolpert. Yan ist der Kameramann, Yinni die Reporterin, Yack arbeitet größtenteils im LDF-Studio.
Yinni und Yan stellt das Haupt- und Lebenswerk von Heinz Körner dar. In den 25 Jahren, in denen die Serie Woche für Woche publiziert wurde, veränderte Körner seinen Zeichenstil teilweise erheblich.
Einige Zeit vor der Einstellung des Yps-Heftes im Jahr 2000 (mit Heft 1253) endete die Reihe Yinni und Yan in Heft 1235. In der ersten Neuauflage der Zeitschrift 2005 wurde die Serie nicht berücksichtigt. Ab 2013 war sie im Yps-Heft bis zu dessen Einstellung 2017 wieder vertreten.

## Hörspiele
1977 erschienen zwei Hörspiele über Abenteuer des Yps-Teams auf Schallplatte und Kompaktkassette. In Das Elektronengehirn geht es um einen von Professor Yulinak erfundenen Computer, der skurrile Kochrezepte entwickelt (z. B. Leberknödel mit Himbeeren und Schlagsahne). In Der Affe ist los treibt ein Affe sein Unwesen, der einem Seemann entlaufen ist, und Yorick kämpft mit einem Schluckauf. Autor war Chris Bohlmann, die Regie führte Peter Folken. 